# إي ثري هاريل بيك 2008
إي ثري هاريل بيك 2008 هو سباق دراجات هوائية من فئة سباق يوم واحد، وهو الموسم الحادي والخمسين من إي ثري هاريل بيك، وأقيم في 29 مارس 2008 ضمن سباقات طواف أوروبا للدراجات 2007–08.
فاز بالمركز الأول كورت اسلي ارفسين، وبالمركز الثاني ديفيد كوب، وبالمركز الثالث جريج فان أفرمت.

## التصنيف العام النهائي
| التصنيف العام         | التصنيف العام      | التصنيف العام | التصنيف العام                   | التصنيف العام |
| العداء                | العداء             | البلد         | الفريق                          | الوقت         |
| --------------------- | ------------------ | ------------- | ------------------------------- | ------------- |
| 1                     | كورت اسلي ارفسين   | النرويج       | CSC                             | 4 س 57 د 03 ث |
| 2                     | ديفيد كوب          | ألمانيا       | Cycle Collstrop ‏                | + 5 ث         |
| 3                     | جريج فان أفرمت     | بلجيكا        | Silence-Lotto                   | + 5 ث         |
| 4                     | توماس فوكلر        | فرنسا         | Bouygues Telecom                | + 5 ث         |
| 5                     | Janek Tombak ‏      | إستونيا       | Mitsubishi–Jartazi ‏             | + 5 ث         |
| 6                     | برنارد إيسل        | النمسا        | HTC–Highroad ‏                   | + 26 ث        |
| 7                     | ماتي بريشيل        | الدنمارك      | CSC                             | + 1 د 20 ث    |
| 8                     | توم بونن           | بلجيكا        | Quick Step                      | + 1 د 20 ث    |
| 9                     | ستيجن ديفولدير     | بلجيكا        | Quick Step                      | + 1 د 20 ث    |
| 10                    | Staf Scheirlinckx ‏ | بلجيكا        | Cofidis-Le Crédit par Téléphone | + 1 د 20 ث    |
| مصدر: ProCyclingStats |                    |               |                                 |               |

## وصلات خارجية
- لمحة عن سباق إي ثري هاريل بيك 2008 على موقع  ProCyclingStats   (برو  سايكلنج  ستاتس) - إحصاءات  محترفي  الدراجات.
- إي ثري هاريل بيك 2008 على موقع إحصائيات الدراجات الإحترافية (الإنجليزية)